# Little Missouri National Grassland
Little Missouri National Grassland est une prairie nationale située dans l'ouest du Dakota du Nord, aux États-Unis. Avec 4 163 km2 de superficie, c'est la plus grande prairie du pays. Le parc national Theodore Roosevelt est enclavé à l'intérieur de ses frontières, qui est géré par le National Park Service (et n'est donc pas inclus dans les statistiques précédentes).

## Description
Le Little Missouri National Grassland faisait autrefois partie de la forêt nationale de Custer, mais fait maintenant partie des Dakota Prairie Grasslands, une unité de forêt nationale entièrement constituée de National Grasslands. Une caractéristique prédominante de la prairie est les badlands colorés, un terrain accidenté fortement érodé par le vent et l'eau. C'est une prairie mixte, ce qui signifie qu'elle a à la fois de l'herbe longue et courte,.
White Butte, le point culminant du Dakota du Nord, est situé à l'extrême sud-est de la prairie, au sud de la ville d'Amidon.
La prairie est administrée par le Forest Service dans le cadre des Grasslands Dakota Prairie à partir de bureaux situés à Bismarck, la capitale du Dakota du Nord. Il y a des bureaux de district de gardes forestiers locaux à Dickinson et à Watford City.

L'exploration, l'extraction et la distribution de pétrole et de gaz en cours dans la région peuvent avoir des effets négatifs à long terme sur le sol, l'eau, la végétation et la faune des prairies, y compris les espèces menacées et en voie de disparition.

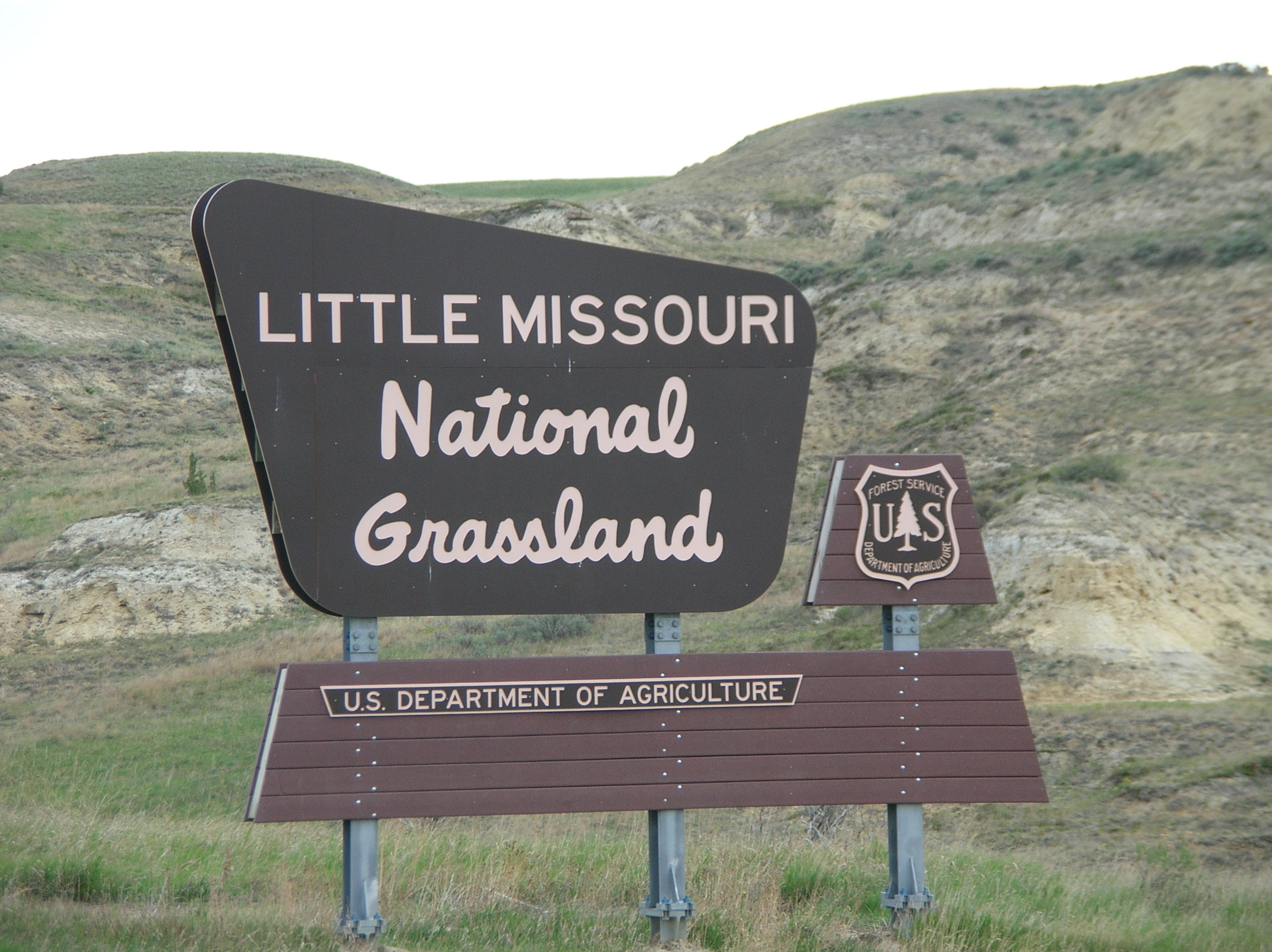
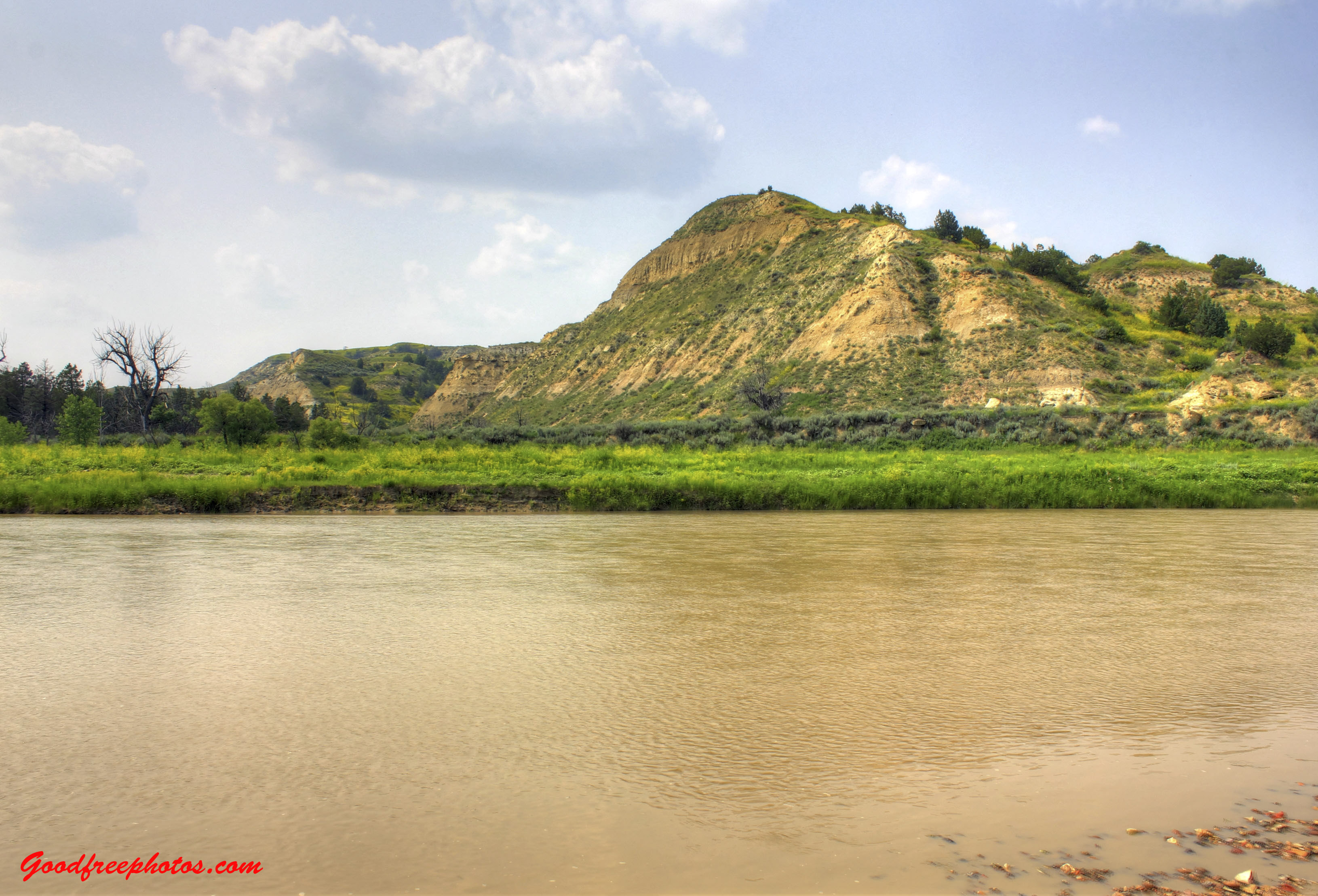
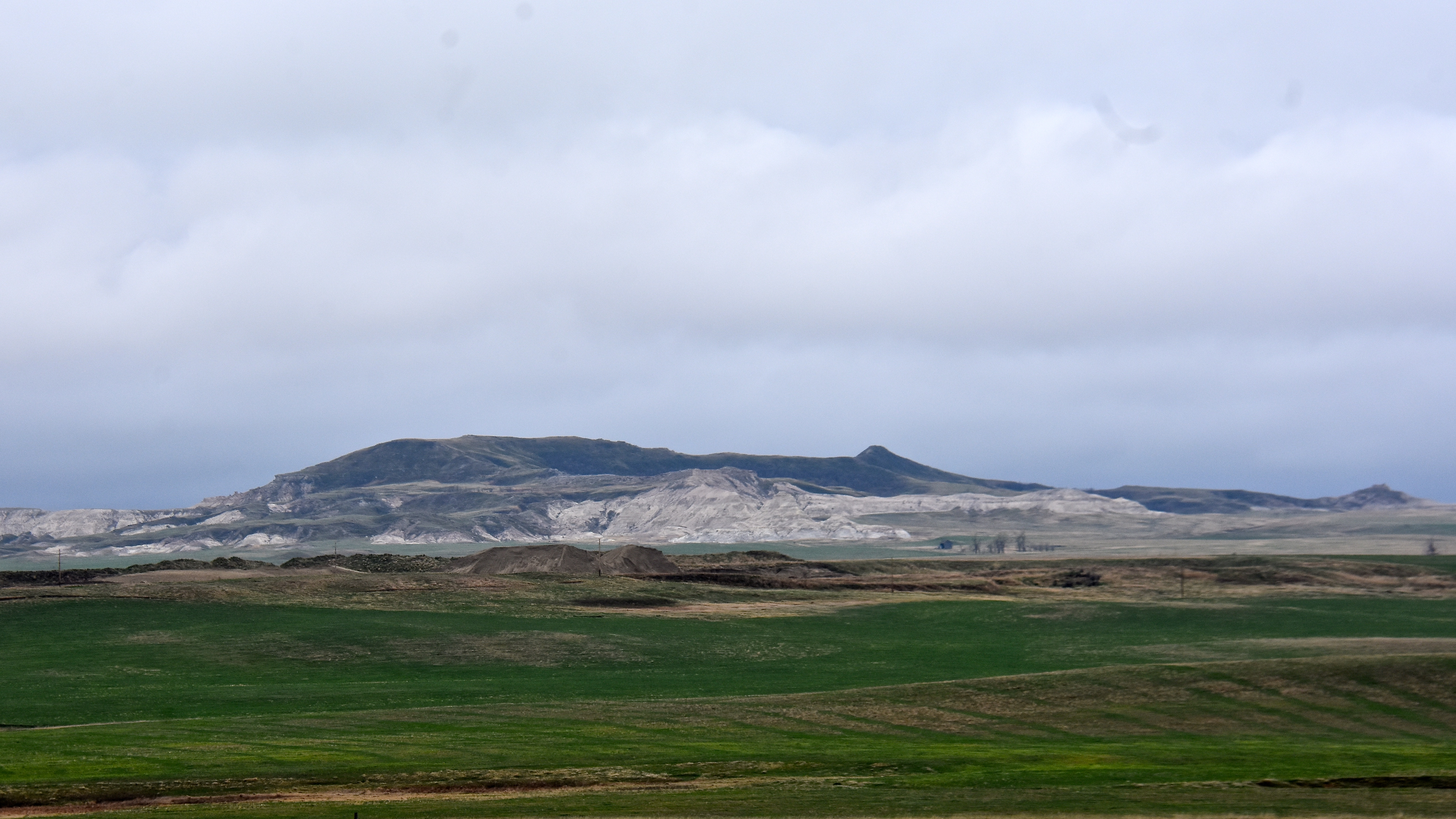